# 田苗代湿原
田苗代湿原（たなしろしつげん）は、秋田県山本郡藤里町北端の白神山地の藤里駒ケ岳の麓に広がる19ヘクタールの湿原。岳岱自然観察教育林の入口から3.4km、駒ケ岳黒石登山口から歩いて15分ほどのところにある。

## 概要

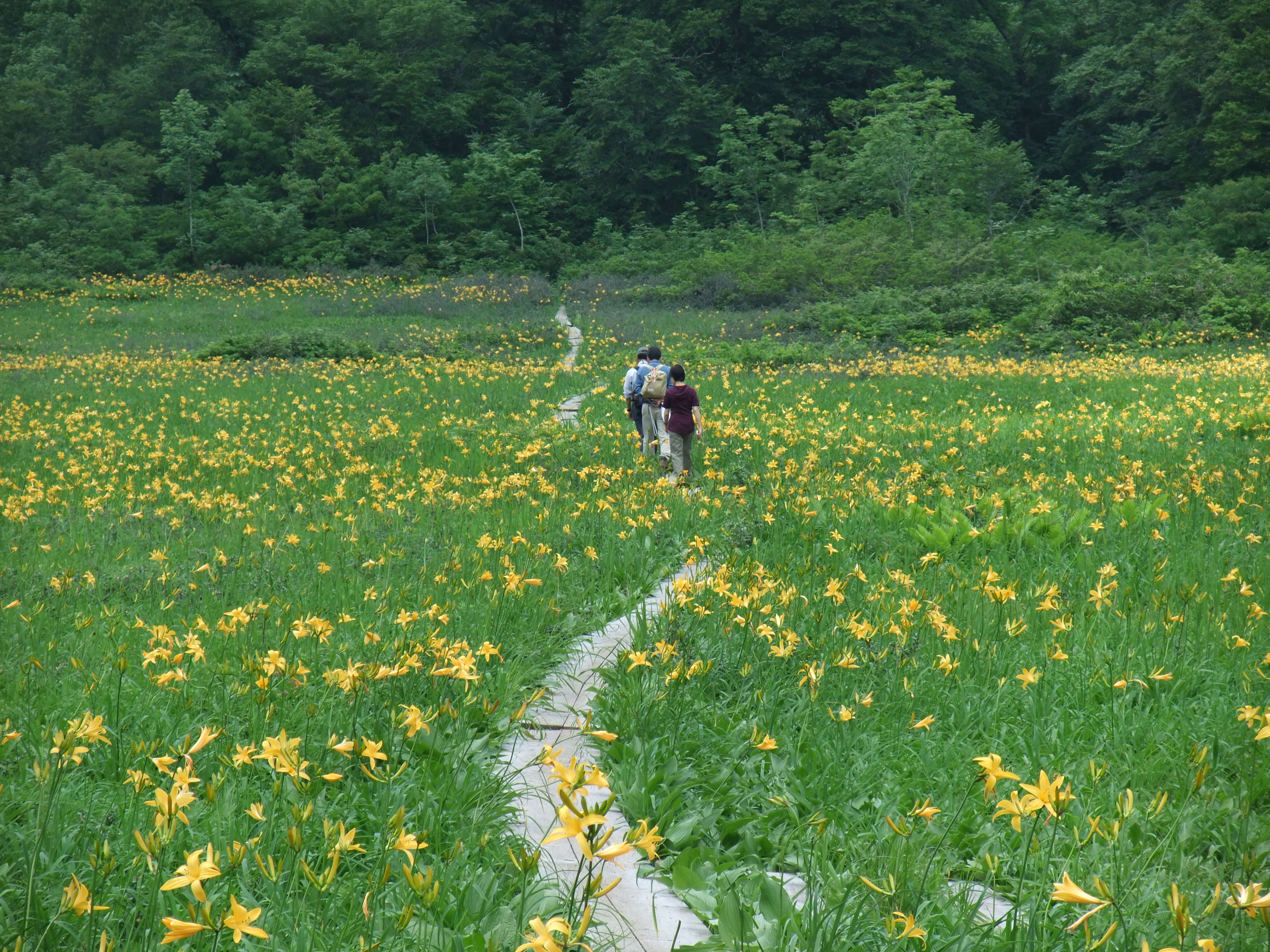
ニッコウキスゲが咲く田苗代湿原

田苗代湿原は、白神山地の中では数少ない貴重な高層湿原である。春から夏にかけて種々の高山植物が咲き乱れ、訪れる人々の目を楽しませてくれる。花がどんどんと入れ替わるように咲く6月から8月くらいまでがもっとも良い時期である。残雪とともに咲く、5月のミズバショウ、リュウキンカからはじまり、6月から8月には、順番にニッコウキスゲ、キンコウカ、タチギボウシといった花が咲き誇る。さらには、展望が開けるので、湿原を囲む山々が美しく輝く秋にはブナの森の「黄葉」が見られる絶好の場所となっている。狭い面積ながら水分条件の違いによって、ナナカマドやハクサンシャクナゲ、ミネカエデ、チシマザサなどの生えている乾燥した場所と、ミズバショウやエゾノリュウキンカ、ミツガシワなどの生えている湿った場所、ハイイヌツゲが優先する場所、ニッコウキスゲやキンコウカが優先する場所、モウセンゴケが優先する場所などが順に見られる。
田苗代湿原で見られる植物は主に以下の種である: ミズバショウ、エゾノリュウキンカ、ショウジョウバカマ、ザゼンソウ、シラネアオイ、タムシバ、ミツガシワ、ニッコウキスゲ、モミジカラマツ、ハクサンシャクナゲ、ウラジロヨウラク、モウセンゴケ、トキソウ、サワラン、オニシモツケ、イワカガミ、キンコウカ、タチギボウシ、ツルコケモモ、ミツバオウレン、エゾリンドウ、ウメバチソウ、ワタスゲ、ミヤマナラ。
1947年頃まで、この湿原で牛の放牧が行われていた。白石叉沢は地形が緩斜なため沢どおり峰どおりに至るまで牛が放牧されていた。黒石叉の奥青森県境までの台地上に（この田苗代湿原）放牛を見る。